# Janusz Olszewski

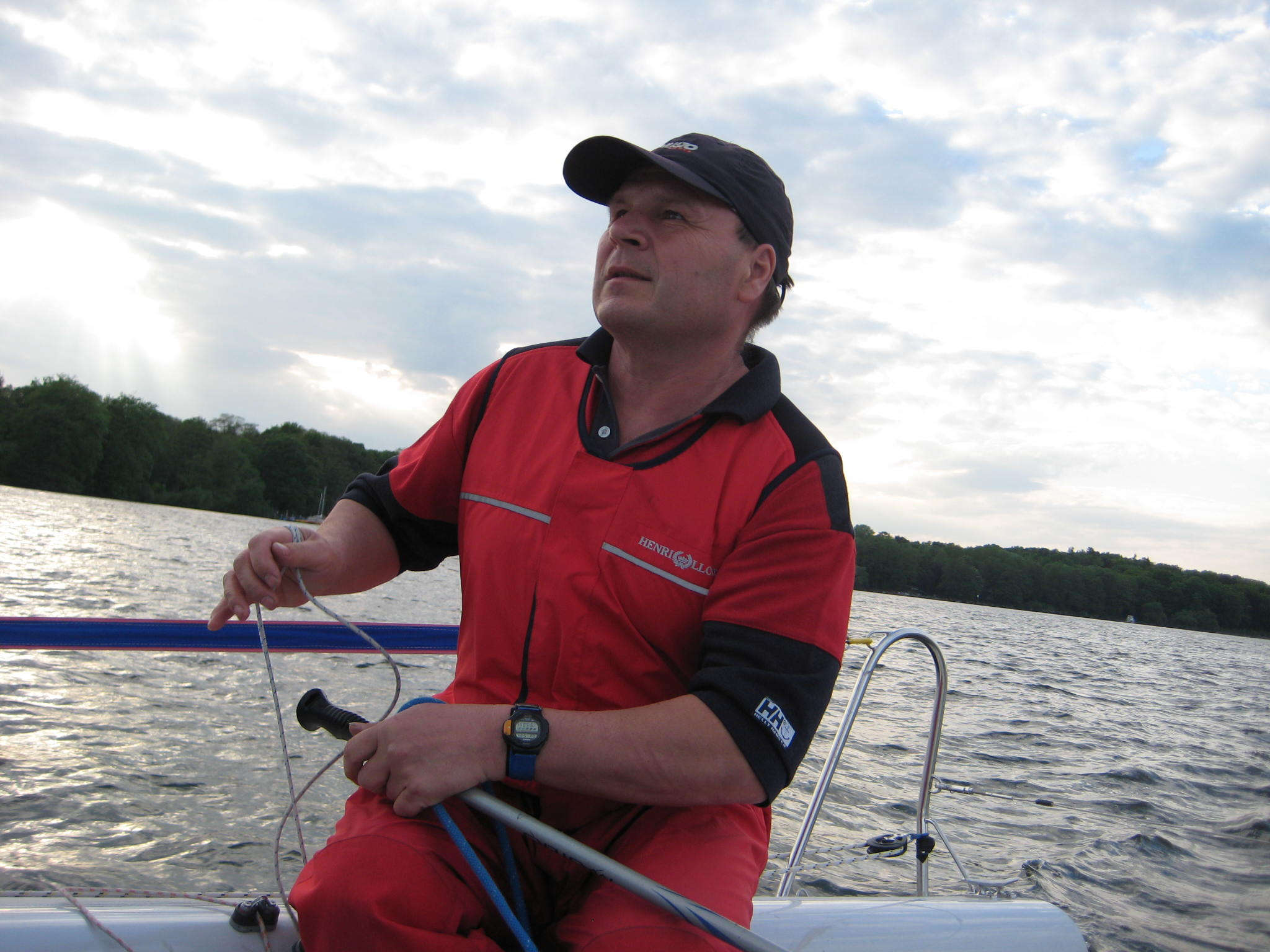
Janusz Olszewski

Janusz Olszewski (ur. 14 lutego 1958 w Stargardzie Szczecińskim) – polski żeglarz, uczestnik zawodów Przyjaźń-84, na których w żeglarskiej klasie Soling zajął 6. miejsce (załoga: Janusz Olszewski, Jan Kwieciński, Ryszard Chybiński – wszyscy Pogoń Szczecin), prezes Stargardzkiego Klubu Olimpijczyka, członek Zachodniopomorskiej Rady Olimpijskiej, wyróżniony „Odznaką Honorową Gryfa Zachodniopomorskiego”.

## Kluby
Janusz Olszewski był członkiem klubów:
- 1968–1972: MDK Stargard Szczeciński
- 1969–1973: Ludowy Klub Sportowy „Pomorze” Stargard Szczeciński (trener: Bogdan Dominiuk)
- 1974: Akademicki Związek Sportowy „Jacht Klub” Szczecin (trener: Bogdan Dominiuk)
- 1978–1982: Akademicki Związek Sportowy „Jacht Klub” Szczecin (trener: Bogdan Dominiuk)
- 1983–1987: Morski Klub Sportowy „Pogoń” Szczecin (trener: Bogdan Dominiuk)

## Osiągnięcia
Janusz Olszewski w przeciągu kariery zanotował następujące osiągnięcia:
- klasa Cadet
  - 1973 – 1. miejsce, Regaty Przyjaźni, Gdańsk
  - 1974 – 2. miejsce, Internationale Ostseergatter, Rostok
- klasa OK Dinghy
  - 1976 – 2. miejsce, Internationale Ostseergatter, Rostok
  - 1976 – 3. miejsce, Spartakiada Młodzieży, Olsztyn
- klasa Olimpijska Soling
  - 1981 – 1. miejsce, Mistrzostwa Polski
  - 1982 – 1. miejsce, Mistrzostwa Polski
  - 1983 – 1. miejsce, Mistrzostwa Polski, Trzebież
  - 1983 – 1. miejsce, Mistrzostwa Węgier
  - 1984 – 1. miejsce, Mistrzostwa Polski, Gdańsk
    - 1984 – 6. miejsce, Przyjaźń-84, Tallinn

  - 1985 – 1. miejsce, Mistrzostwa Polski
- klasa Micro PROTO
  - 1996 – 4. miejsce, Mistrzostwa świata, AUSTRIA
  - 1997 – 4. miejsce, Mistrzostwa świata, Francja
  - 1997 – 5. miejsce, Mistrzostwa Austrii, Wiedeń
  - 1997 – 3. miejsce, Mistrzostwa Polski, Krynica Morska
  - 1997 – 2. miejsce, Radio Sauerland Cup, Amecke
  - 1998 – 1. miejsce, Mistrzostwa Polski
  - 1999 – 1. miejsce, Mistrzostwa Polski
- klasa Micro Racer
  - 2018 – 1. miejsce, Regaty Nord Cup, Gdynia
  - 2018 – 2. miejsce, Anwill Cup, Płock
  - 2018 – 2. miejsce, Mistrzostwa Polski, Szczecin
  - 2018 – 3. miejsce, Mistrzostwa Świata, Świnoujście
- Żeglarstwo Morskie
  - 2005 – 1. miejsce, MAX OERTZ PREIS, Berlin Niemcy
  - 2006 – 2. miejsce, Regaty Unity Line, Świnoujście – Kołobrzeg
  - 2006 – 2. miejsce, Mistrzostwa Europy w klasie Sportboat, Warnemünde
  - 2012 – 4. miejsce, MAX OERTZ PREIS, Berlin
  - 2012 – 5. miejsce, Sailing Anarchy Cup, Berlin
  - 2013 – 3. miejsce, Międzynarodowe Morskie Żeglarskie Mistrzostwa Polski, Darłowo
  - 2014 – 1. miejsce, Żeglarski Puchar Trójmiasta